# Vrede (dokumentarfilm fra 2003)
|  | Denne artikel er oprettet af botten Steenthbot ud fra en ekstern database. Den kan derfor have sproglige fejl eller mangler. Denne skabelon kan fjernes efter kontrol af indholdet. |

 For alternative betydninger, se Vrede (flertydig). (Se også artikler, som begynder med Vrede)
Vrede er en dansk dokumentarfilm fra 2003 instrueret af Saskia Bischoff Bisp.

## Medvirkende
- Katrine Friborg
- Ria Máté Nielsen
- SIgne Flyvbjerg
- Helena Berglund
- Maria Pharsen